# Marjorie Mountain
Marjorie Mountain est une joueuse de tennis australienne des années 1920.
En 1922, elle a remporté le double dames du Championnat d'Australie, associée à Esna Boyd. 

## Palmarès (partiel)

### Titre en double dames
| No | Date       | Nom et lieu du tournoi            | Catégorie | Surface      | Partenaire | Finalistes                 | Score         |          |
| -- | ---------- | --------------------------------- | --------- | ------------ | ---------- | -------------------------- | ------------- | -------- |
| 1  | 01/12/1922 | Australasian Championships Sydney | G. Chelem | Gazon (ext.) | Esna Boyd  | Gwen Utz Floris St. George | 1-6, 6-4, 7-5 | Parcours |

## Parcours en Grand Chelem (partiel)
Si l’expression « Grand Chelem » désigne classiquement les quatre tournois les plus importants de l’histoire du tennis, elle n'est utilisée pour la première fois qu'en 1933, et n'acquiert la plénitude de son sens que peu à peu à partir des années 1950.

### En simple dames
| Année | Championnat d'Australasie | Championnat d'Australasie | Championnat de France | Championnat de France | Wimbledon | Wimbledon | US National | US National |
| 1922  | 1/4 de finale             | M. Molesworth             | -                     | -                     | -         | -         | -           | -           |

À droite du résultat, l’ultime adversaire.

### En double dames
| Année | Championnat d'Australasie | Championnat d'Australasie | Championnat de France | Championnat de France | Wimbledon | Wimbledon | US National | US National |
| ----- | ------------------------- | ------------------------- | --------------------- | --------------------- | --------- | --------- | ----------- | ----------- |
| 1922  | Victoire Esna Boyd        | Gwen Utz Floris St.       | -                     | -                     | -         | -         | -           | -           |
| 1924  | 1er tour (1/8) Mathers    | Gertrude Todd Esna Boyd   | -                     | -                     | -         | -         | -           | -           |

Sous le résultat, la partenaire ; à droite, l’ultime équipe adverse.

### En double mixte
| Année | Championnat d'Australasie | Championnat d'Australasie | Championnat de France | Championnat de France | Wimbledon | Wimbledon | US National | US National |
| 1922  | 1/2 finale R. Wertheim    | Gwen Utz H.S. Utz         | -                     | -                     | -         | -         | -           | -           |

Sous le résultat, le partenaire ; à droite, l’ultime équipe adverse.